# Lieselotte Ahnert
Lieselotte Ahnert (* 5. November 1951 in Gräfenroda) ist eine deutsche Psychologin und Professorin für Entwicklungspsychologie, die bis 2017 an der Universität Wien gelehrt hat. Sie befasst sich mit früher Bindung in der menschlichen Entwicklung.

## Ausbildung
Lieselotte Ahnert wurde 1974 Diplom-Psychologin an der Humboldt-Universität zu Berlin (Institut für Psychologie). Sie promovierte dort 1982. Die Fachanerkennung zum Psychologen mit Zusatzausbildung in der Medizin erhielt sie 1989. Im Jahr 2000 habilitierte sie sich am Lehrstuhl für Entwicklungspsychologie an der Friedrich-Schiller-Universität Jena.

## Beruflicher Werdegang
Von 1974 bis 1979 war sie wissenschaftliche Assistentin am Institut für Psychologie der Humboldt-Universität Berlin. Danach war sie bis 1982 leitende Psychologin der Krippenvereinigung des Berliner Stadtbezirks Prenzlauer Berg. Ab 1982 war sie wissenschaftliche Oberassistentin am Institut für Hygiene des Kindes- und Jugendalters (IHKJ) Berlin; sie leitete die  Arbeitsgruppe „Frühsozialisation“ mit der Erforschung der Entwicklungskonsequenzen außerfamiliärer Tagesbetreuung. Ihre Forschung war beeinflusst von der US-Amerikanerin Mary Ainsworth und vom Briten John Bowlby, die zu Bindungstheorien gearbeitet hatten.
Gastprofessorin am Institut für Psychologie/Fachbereich Pädagogische Psychologie der Universität Leipzig war sie bis 1990. Vorsitzende des Interdisziplinären Zentrums für Angewandte Sozialisationsforschung e. V. Berlin war sie von 1991 bis 2001. Im Jahr 2000 war sie Austausch-Wissenschaftlerin in Washington. Von 2001 bis 2006 war sie Privatdozentin an der Freien Universität Berlin.
Lieselotte Ahnert war von 1996 bis 1999 als Austauschwissenschafterin am National Institute of Child Health and Human Development (NICHD) (Washington, Bethesda, USA) am Department für Soziale und Emotionale Entwicklung tätig. Es ging um die Auswirkungen früher nichtmütterlicher Betreuung bis in die Jugendzeit. Wiederholte Aufenthalte führten sie außerdem an Universitäten in Maryland, Chicago, Wisconsin und Minnesota.
Von 2008 bis 2017 war Lieselotte Ahnert Professorin an der Fakultät für Psychologie der Universität Wien und in Österreich die erste Professorin für Entwicklungspsychologie mit Orientierung auf die frühe Kindheit. Seit März 2017 leitet Ahnert dort die Forschungsgruppe Early Childhood in Context (ECC), die sich mit Fragen der Bindungs-, Väter- und Kinderbetreuungs-Forschung befasst.

## Forschungsschwerpunkte
- Kleinkinder in familiärer und außerfamiliärer Betreuung
- Beziehung und Determination durch frühe Bildung
- Stressbelastung von Kindern
- soziale Beziehungen als Entwicklungsressource
- Variationen der Mutter-Kind-Beziehung

## Schriften
- Auf die Väter kommt es an: Wie ihr Denken, Fühlen und Handeln unsere Kinder von Anfang an prägen. Neueste wissenschaftliche Erkenntnisse über die wichtige Rolle von Vätern, Ullstein 2023, ISBN 978-355020209-4
- Lieselotte Ahnert, Christian Thiel: Wieviel Mutter braucht ein Kind? über Bindung, Bildung und Betreuung in den ersten Lebensjahren. Beltz, Weinheim Basel 2020, ISBN 978-3-407-86648-6.
- Frühe Bindung: Entstehung und Entwicklung. 5.  Auflage. Ernst Reinhardt Verlag, München 2022, ISBN 978-3-497-03147-4.
- (Hrsg.): Theorien in der Entwicklungspsychologie, Springer VS, 2013, ISBN 978-3-642-34804-4
- Wieviel Mutter braucht ein Kind?, Heidelberg: Spektrum Akademie/Springer 2010, ISBN 978-366-246820-3
- (Hrsg.) Tagesbetreuung für Kinder unter 3 Jahren – Theorien und Tatsachen, Bern: Huber 1998

## Presse
- Claus Peter Simon: Was eine gute Mutter-Kind-Beziehung ausmacht, Geo.
- Jeannette Otto: Kinderpsychologie - Alles eine Frage der Bindung, Die-Zeit, 20. September 2007. Die Zeit Nr. 39/2007.
- Elisabeth Niejahr: Betreuung - „Das bedeutet für Kinder Stress“, Die Zeit-Website, 28. Juni 2012. Die Zeit Nr. 27/2012.
- Verena Ahne: Kleinkindbetreuung - Immer Stress mit der Krippe, Spektrum der Wissenschaft, 5. April 2013.
- Julia Koch: Erziehung - „Mütter müssen Väter machen lassen“, Spiegel Online, 20. Dezember 2015. Spiegel Heft 52/2015.
- Rafaela von Bredow, Kerstin Kullmann: Was Eltern von Kleinkindern alles falsch machen können. In: Der Spiegel. 5. April 2019, abgerufen am 2. September 2021.
- „Bindungen muss sich jeder selbst erarbeiten“. Fragen an die Psychologin Lieselotte Ahnert, in: Die Zeit Nr. 35, 20. August 2020, S. 27.